# Liste de mosquées de Pologne
Cet article présente la liste de mosquées de Pologne.

## Liste
| Ville |

| Ville |

| Ville |

| Ville |

| Ville |

| Ville |